# گمینا پشچنا
گمینا پشچنا (به لهستانی:  Gmina Pszczyna) یک گمینا در لهستان است که در شهرستان پشچنا واقع شده‌است. گمینا پشچنا ۱۷۴٫۰۱ کیلومتر مربع مساحت و ۴۹٬۸۸۷ نفر جمعیت دارد.